# Festival di Berlino 1984

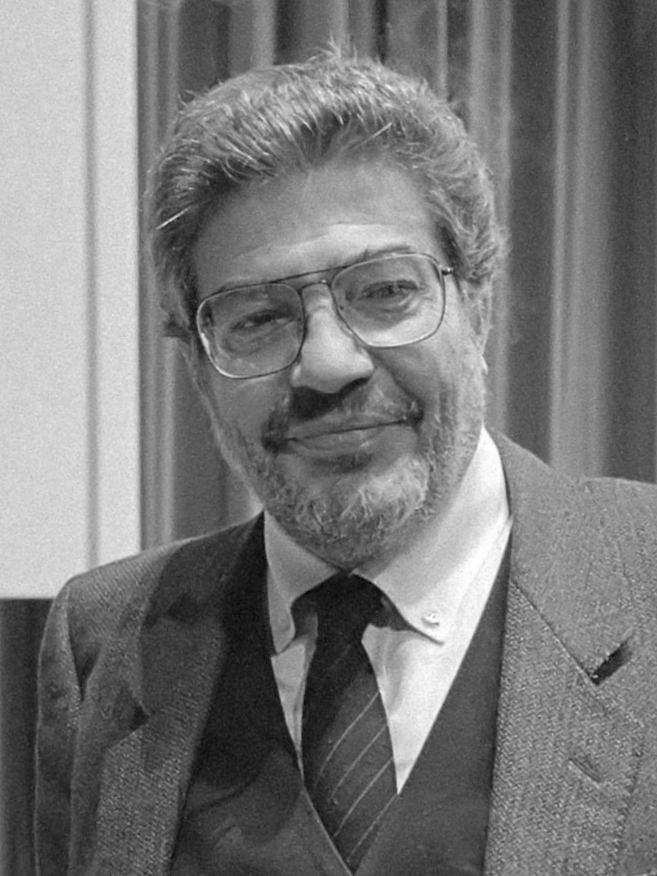
Ettore Scola, premiato come miglior regista per Ballando ballando.

La 34ª edizione del Festival internazionale del cinema di Berlino si è svolta a Berlino dal 17 al 28 febbraio 1984, con lo Zoo Palast come sede principale. Direttore del festival è stato per il quinto anno Moritz de Hadeln.
L'Orso d'oro è stato assegnato al film statunitense Love Streams - Scia d'amore di John Cassavetes.
Il festival è stato aperto dal film Ballando ballando di Ettore Scola.
La retrospettiva di questa edizione è stata dedicata al cineasta Ernst Lubitsch, in particolare ai film girati e/o interpretati nel periodo 1914-1933, mentre la sezione Homage ha visto un programma dedicato al regista statunitense Jules Dassin e all'attrice e cantante greca Melina Merkouri.

## Storia
(Wolfram Schütte, Frankfurter Rundschau, 28 febbraio 1984.)
Il conflitto iniziato nel 1983 tra la direzione del festival e il ministro degli interni Friedrich Zimmermann, che si era opposto alle sovvenzioni per Das Gespenst di Herbert Achternbusch e per il film collettivo Krieg und Frieden, proseguì in questa edizione con un dibattito sulla nuova legge sul finanziamento dei film che sarebbe entrata in vigore il 1º marzo. I cineasti temevano una sistematica discriminazione nei confronti dei film artistici e politici e, in effetti, alcuni dei film tedeschi considerati più interessanti alla Berlinale del 1984 furono realizzati senza finanziamenti statali. Lo scontro politico-culturale interessò soprattutto il film fuori concorso Wanderkrebs di Herbert Achternbusch (che includeva un personaggio visto da alcuni come una caricatura del ministro presidente bavarese Franz Josef Strauß) e Meridian oder das Theater vom Frieden di Rüdiger Neumann, incluso nel programma del Forum. Zimmermann non si mostrò disposto a finanziare opere che a suo parere non giovavano all'immagine della Germania e negò al secondo l'ultima parte della sovvenzione, accusando Neumann di aver trasformato in un'opera politica quello che aveva presentato alla commissione per i finanziamenti come «un documento geografico, antropologico ed emotivo». In realtà l'unica differenza riguardava un riferimento alle politiche sull'armamento nucleare di Ronald Reagan nei titoli di apertura e a molti parve chiaro che il rifiuto aveva motivazioni politiche. Sul Frankfurter Rundschau, Wolfram Schütte descrisse il cinema d'autore tedesco come "in estremo pericolo".
L'attrice Melina Merkouri, Ministro della cultura in Grecia, partecipò come ospite al festival dove il marito, il regista Jules Dassin, era membro della giuria. Oltre a recarsi a Berlino Est per una breve visita ufficiale, il 20 febbraio incontrò il suo connazionale Minas Kontos, sociologo detenuto nel carcere di Moabit per aver partecipato ai disordini scoppiati durante la visita di Ronald Reagan dell'estate 1982. La Merkouri, appoggiata da molti registi, attori e giornalisti presenti al festival, mise in atto una protesta nei confronti del sindaco di Berlino per il fatto che Kontos fosse in custodia da 20 mesi alla luce di accuse non dimostrate. In una conferenza stampa congiunta con il senatore per gli affari legali Hermann Oxfort, criticò severamente la magistratura di Berlino, ma questi respinse l'accusa che si trattasse di un arresto "politico".
La sera dell'inaugurazione, il nuovo sindaco berlinese Eberhard Diepgen assicurò che l'indipendenza del festival non avrebbe subito interferenze perché era «l'aria di cui una competizione artistica ha bisogno per vivere». La presenza dei due film fu confermata, tuttavia il tentativo del ministero di esercitare la sua influenza fu visto da molti come un grave pericolo per il futuro del cinema tedesco e alcuni degli addetti ai lavori accusarono il governo di limitare la libertà artistica e di usare la sua visione del mondo come metro di censura politica.
Con oltre 600 film proiettati in 12 giorni, la Berlinale del 1984 segnò il punto alto dal suo inizio quanto a dimensioni del programma, anche se la scelta di strutturare una tale offerta dividendola in sotto-sezioni, serie e programmi speciali non sempre trovò il favore dei commentatori.
Il film d'apertura fu Ballando ballando di Ettore Scola, anche se il festival avrebbe dovuto essere inaugurato da L'addio di Ėlem Klimov. La pellicola sovietica non fu però autorizzata per l'esportazione e solo tre anni dopo, quando la politica di Michail Gorbačëv determinò un cambiamento nel clima politico, fu mostrata a Berlino. Nel complesso, il programma del concorso ricevette l'apprezzamento della critica e oltre a quello di Scola si distinse per film come Piccola sporca guerra di Héctor Olivera, Das Autogramm di Peter Lilienthal, Les Voleurs de la nuit di Samuel Fuller (che fu duramente contestato dal pubblico) e Rapporti di classe di Jean-Marie Straub e Danièle Huillet.
Gli Stati Uniti furono rappresentati in maniera eterogenea: mentre Voglia di tenerezza di James L. Brooks, proiettato fuori concorso, fu accolto come un elegante film hollywoodiano, John Cassavetes con Love Streams - Scia d'amore mostrò il lato intransigente e incorruttibile del cinema americano. L'assegnazione dell'Orso d'oro a quest'ultimo ricevette un'accoglienza mista da parte del pubblico e di alcuni degli addetti ai lavori, anche se su Die Zeit il giornalista Ulrich Greiner celebrò il film (l'ultimo interamente girato da Cassavetes) come «un lavoro radicale, disperato, eccentrico ma a volte davvero confortante». Gli altri premi furono accolti dagli applausi generali, in particolare il Gran premio della giuria a Piccola sporca guerra, mentre molti disapprovarono il fatto che a Das Autogramm non fosse stato assegnato nessun riconoscimento e che il film di Straub e Huillet avesse ricevuto solo una menzione d'onore.

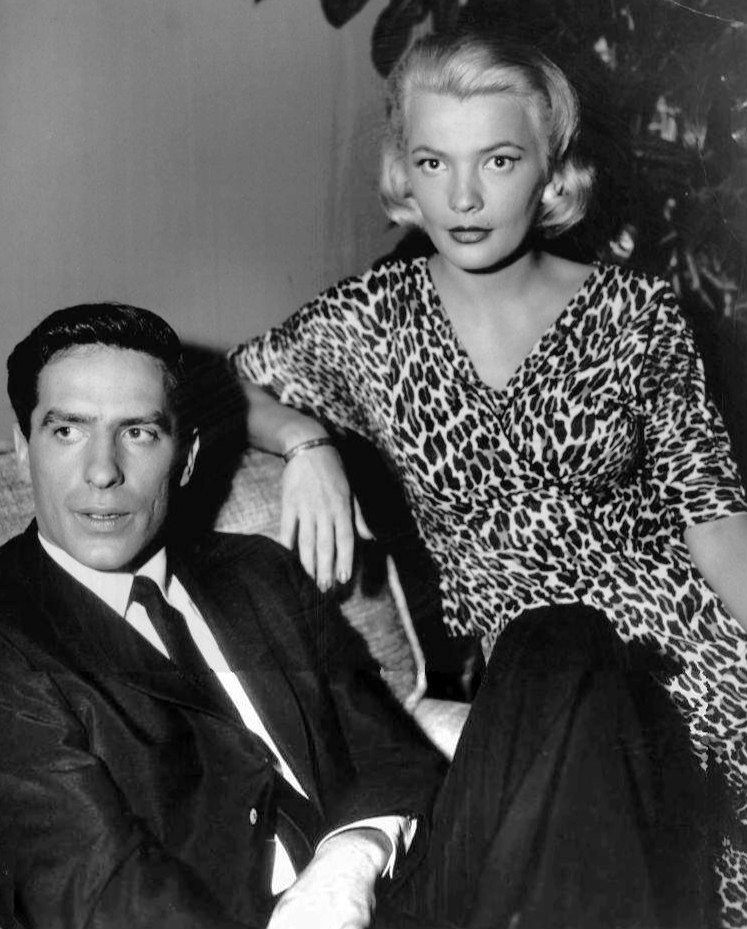
John Cassavetes e Gena Rowlands, entrambi presenti al festival.

Fuori concorso fu proiettata una copia di Nosferatu il vampiro di F.W. Murnau restaurata insieme alla fondazione Deutsche Kinemathek, con la musica originale suonata da un'orchestra allo Zoo Palast. La proiezione fu dedicata a Lotte Eisner, storica del cinema, scrittrice e poetessa scomparsa pochi mesi prima, dopo aver supervisionato il restauro del film.
L'Info-Schau presentò diversi programmi tematici, tra cui quello sul nuovo cinema austriaco, una serie di film americani indipendenti e un "Panorama mediterraneo" con film provenienti da Israele, Egitto, Spagna, Jugoslavia e altri paesi affacciati sul Mediterraneo, per la prima volta raggruppati per costituire un "focus" geografico. Fu un'innovazione accolta positivamente dalla stampa, anche se la proiezione di Al-avokato del regista egiziano Raafat El-Mihi, una farsa sulla corruzione delle autorità proibita in patria, destò lo sdegno di alcuni critici arabi che inviarono una lettera di protesta al presidente egiziano Hosni Mubarak.
Il Forum estese il suo programma e quest'anno rivolse l'attenzione in particolare alla musica con film e documentari come il canadese Au pays de Zom di Gilles Groulx, l'indiano Dhrupad di Mani Kaul o The Gold Diggers dell'esordiente Sally Potter, e soprattutto una selezione di film sul tango e il suo rapporto con la storia politica dell'Argentina. Molti furono anche i film della Germania Ovest, tra cui gli apprezzati Dorian Gray im Spiegel der Boulevardpresse di Ulrike Ottinger e Der Schlaf der Vernunft di Ula Stöckl, che il critico Wolfram Schütte accostò a Una vampata d'amore di Bergman e definì sul Frankfurter Rundschau «un autentico esempio di cinema che affronta profondamente le esperienze controverse nelle vite delle donne vissute consapevolmente». Oltre al programma dedicato al Nuovo cinema tedesco, ci fu un omaggio alla serie Das kleine Fernsehspiel, vero e proprio laboratorio artistico di ZDF che aveva lanciato giovani talenti cinematografici, e un programma incentrato sulle opere prime intitolato "Prospettive".
Nel Kinderfilmfest ci furono polemiche dopo la proiezione del film di apertura, lo statunitense Kidco diretto da Ronald F. Maxwell. Pur apprezzato dal giovane pubblico, il film suscitò la disapprovazione di molti osservatori che lo videro come una glorificazione dei valori capitalisti e una propaganda dell'American way of life destinata ai bambini.

## Giuria internazionale
- Liv Ullmann, attrice (Norvegia) - Presidente di giuria[13]
- Jules Dassin, regista, sceneggiatore e produttore (Stati Uniti)
- Edward Bennett, regista e sceneggiatore (Regno Unito)
- Manuela Cernat-Gheorghiu, storica del cinema (Romania)
- Lana Gogoberidze, regista e sceneggiatrice (Unione Sovietica)
- Tullio Kezich, critico cinematografico, commediografo e sceneggiatore (Italia)
- Steffen Kuchenreuther, produttore e distributore (Germania Ovest)
- Jeanine Meerapfel, regista e sceneggiatrice (Germania Ovest)
- Kevin Thomas, critico cinematografico (Stati Uniti)
- Mario Vargas Llosa, scrittore e drammaturgo (Perù)
- Adolphe Viezzi, produttore (Francia)

## Selezione ufficiale

### In concorso
- 1997 - Il principio dell'arca di Noè (Das Arche Noah Prinzip), regia di Roland Emmerich (Germania Ovest)
- Acorde major, regia di José Inácio Parente (Brasile)
- Ai nostri amori (À nos amours), regia di Maurice Pialat (Francia)
- Akelarre, regia di Pedro Olea (Spagna)
- Aloud, regia di Donald McWilliams (Canada)
- Alptraum, regia di Wolfgang Kübel e Johannes Mayer (Germania Ovest)
- Antarctica (Nankyoku monogatari), regia di Koreyoshi Kurahara (Giappone)
- Aparte Bilder, regia di Walter Heynowski e Gerhard Scheumann (Germania Est)
- Ärztinnen, regia di Horst Seemann (Germania Est, Germania Ovest, Svezia Svizzera)
- Das Autogramm, regia di Peter Lilienthal (Germania Ovest, Francia)
- Ballando ballando (Le bal), regia di Ettore Scola (Francia, Italia, Algeria)
- Boon bin yen, regia di Allen Fong (Hong Kong)
- Champions, regia di John Irvin (Regno Unito)
- Crackers, regia di Louis Malle (Stati Uniti)
- Cykelsymfonien, regia di Åke Sandgren (Danimarca)
- Flirt, regia di Roberto Russo (Italia, Francia)
- Gorilla, Gorilla, regia di Anne Wivel (Danimarca)
- Horizonte, regia di Michael Engler (Germania Ovest)
- Humus, regia di Jürgen Tröster (Germania Ovest)
- Könnyü testi sértés, regia di György Szomjas (Ungheria)
- Love Streams - Scia d'amore (Love Streams), regia di John Cassavetes (Stati Uniti)
- Mann ohne Gedächtnis, regia di Kurt Gloor (Svizzera, Germania Ovest)
- Morgen in Alabama, regia di Norbert Kückelmann (Germania Ovest)
- Piccola sporca guerra (No habrá más penas ni olvido), regia di Héctor Olivera (Argentina)
- Pileto, regia di Sotir Gelev (Bulgaria)
- The Prisoner, regia di Tim Booth (Irlanda)
- Ra, regia di Thierry Barthes e Pierre Jamin (Francia)
- Die Rache des winkenden Mädchens, regia di Gunter Rometsch (Germania Ovest)
- Rapporti di classe (Klassenverhältnisse), regia di Jean-Marie Straub e Danièle Huillet (Germania Ovest, Francia)
- Rembetiko, regia di Costas Ferris (Grecia)
- Remeslá a cas, regia di Karol Floreán (Cecoslovacchia)
- Die Schattenlinie, regia di Martin Gressmann (Germania Ovest)
- Sergi Aguilar, regia di Paco Poch (Spagna)
- Il servo di scena (The Dresser), regia di Peter Yates (Regno Unito)
- Skønheden og udyret, regia di Nils Malmros (Danimarca)
- De stille Oceaan, regia di Digna Sinke (Belgio, Paesi Bassi)
- Romanzo del tempo di guerra (Voenno-polevoy roman), regia di Pëtr Todorovskij (Unione Sovietica)
- Les Voleurs de la nuit, regia di Samuel Fuller (Francia)
- Xue, zong shi re de, regia di Yan Wen (Cina)
- Yu bang xiang zheng, regia di Jinqing Hu (Cina)

### Fuori concorso
- Marlene, regia di Maximilian Schell (Germania Ovest)
- Nosferatu il vampiro (Nosferatu, eine Symphonie des Grauens), regia di F.W. Murnau (Germania)
- Rue barbare, regia di Gilles Béhat (Francia)
- El señor Galíndez, regia di Rodolfo Kuhn (Argentina, Spagna)
- Star 80, regia di Bob Fosse (Stati Uniti)
- Testament, regia di Lynne Littman (Stati Uniti)
- Voglia di tenerezza (Terms of Endearment), regia di James L. Brooks (Stati Uniti)
- Wanderkrebs, regia di Herbert Achternbusch (Germania Ovest, Canada, Regno Unito)

### Proiezioni speciali
- Angae maeul, regia di Im Kwon-taek (Corea del Sud)
- O Bom Burguês, regia di Oswaldo Caldeira (Brasile)
- La congiura degli innocenti (The Trouble with Harry), regia di Alfred Hitchcock (Stati Uniti)
- Le Dernier Combat, regia di Luc Besson (Francia)
- La donna che visse due volte (Vertigo), regia di Alfred Hitchcock (Stati Uniti)
- Dr. Mabuse im Gedächtnis, regia di Thomas Honickel (Regno Unito)
- Fariaho, regia di Roland Gräf (Germania Est)
- La finestra sul cortile (Rear Window), regia di Alfred Hitchcock (Stati Uniti)
- Fräulein Berlin, regia di Lothar Lambert (Germania Ovest)
- Die Frau ohne Körper und der Projektionist, regia di Niklaus Schilling (Germania Ovest, Lussemburgo)
- Hamburger Wochenschau Nr. 8, regia di Kai Wessel e Arne Steffen (Germania Ovest)
- Koks i kulissen, regia di Christian Braad Thomsen (Danimarca)
- Il lago (Among the Cinders), regia di Rolf Hädrich (Nuova Zelanda, Germania Ovest)
- La morte di Mikel (La muerte de Mikel), regia di Imanol Uribe (Spagna)
- Nodo alla gola (Rope), regia di Alfred Hitchcock (Stati Uniti)
- Oltre il ponte di Brooklyn (Over the Brooklyn Bridge), regia di Menahem Golan (Stati Uniti)
- Seeing Red, regia di Jim Klein e Julia Reichert (Stati Uniti)
- State of Wonder, regia di Martin Donovan (Regno Unito)
- L'uomo che sapeva troppo (The Man Who Knew Too Much), regia di Alfred Hitchcock (Stati Uniti, Regno Unito)
- Il volo del corvo (Hrafninn flýgur), regia di Hrafn Gunnlaugsson (Islanda, Svezia)
- Wanda, regia di Hans Noever (Germania Ovest)
- De witte waan, regia di Adriaan Ditvoorst (Paesi Bassi)
- Zeitgenossen, regia di Ernst Josef Lauscher (Austria)

### Info-Schau

#### Panorama Mediterraneo
- Al-avokato, regia di Raafat El-Mihi (Egitto)
- Amore tossico, regia di Claudio Caligari (Italia)
- Brahim yach?, regia di Nabyl Lahlou (Marocco)
- Derman, regia di Şerif Gören e Zeki Ökten (Turchia)
- Es-Sabti-Fat, regia di Lotfi Essid (Tunisia)
- Eva, regia di Franci Slak (Jugoslavia)
- La guerre des demoiselles, regia di Jacques Nichet (Francia)
- El harrif, regia di Mohamed Khan (Egitto)
- Héctor, el estigma del miedo, regia di Carlos Pérez Ferré (Spagna)
- Histoire d'une rencontre, regia di Brahim Tsaki (Algeria, Francia)
- Justin des martigues, regia di Vincent Martorana (Francia)
- Lacrime napulitane, regia di Ciro Ippolito (Italia)
- Magash Hakesef, regia di Judd Ne'eman (Israele)
- L'orsalher, regia di Jean Flechet (Francia)
- Prosochi kindinos, regia di George Stamboulopoulos (Grecia)
- P'tit con, regia di Gérard Lauzier (Francia)
- Rdeci boogie ali Kaj ti je deklica, regia di Karpo Acimovic-Godina (Jugoslavia)
- Sti zougla tis Athinas, regia di Takis Papayannidis (Grecia)
- Ve Recep ve Zehra ve Ayse, regia di Yusuf Kurçenli (Turchia)

#### US-Non-Majors
- Baci per un amante sconosciuto (Strangers Kiss), regia di Matthew Chapman (Stati Uniti)
- La banda di Eddie (Eddie and the Cruisers), regia di Martin Davidson (Stati Uniti)
- Brooklyn Bridge, regia di Christine Karnow (Stati Uniti)
- Can She Bake a Cherry Pie?, regia di Henry Jaglom (Stati Uniti)
- Dietrich Bonhoeffer: Memories and Perspectives, regia di Bain Boehlke (Stati Uniti)
- The Earth Is a Satellite Of the Moon, regia di Don Walworth (Stati Uniti)
- Gore Vidal: The Man Who Said No, regia di Gary Conklin (Stati Uniti)
- Haunted, regia di Michael Roemer (Stati Uniti)[14]
- The Light Ahead, regia di Henry Felt e Edgar G. Ulmer (Stati Uniti)
- Repo Man - Il recuperatore (Repo Man), regia di Alex Cox (Stati Uniti)
- Seven Portraits, regia di Edvard Lieber (Stati Uniti)
- Signals Through the Flames, regia di Sheldon Rochlin (Stati Uniti)
- Twenty-one Films, regia di Stuart Sherman (Stati Uniti)
- Wildrose, regia di John Hanson (Stati Uniti)

#### Nuovo cinema austriaco
- Angst, regia di Gerald Kargl (Austria)
- Artischocke, regia di John Cook (Austria)
- Helnwein, regia di Peter Hajek (Austria)
- Mama lustig...?, regia di Niki List (Austria)
- Morgengrauen, regia di Peter Sämann (Austria)

#### Altri film
- Almonds and Raisins, regia di David Elstein e Russ Karel (Regno Unito, Stati Uniti)
- American Postcard, regia di Jochen Brunow (Germania Ovest)
- Der Anschlag, regia di Pia Frankenberg (Germania Ovest)
- City Girl, regia di Martha Coolidge (Canada, Stati Uniti)
- Drifting (Nagu'a), regia di Amos Guttman (Israele)
- Endlos, regia di Regina Ulwer (Germania Ovest)
- Fugl Fønix, regia di Jon Bang Carlsen (Danimarca)
- Ein halbes Leben, regia di Christine Noll-Brinkmann (Germania Ovest)
- Hans: het leven voor de dood, regia di Louis van Gasteren (Paesi Bassi)
- Hotel of the Stars, regia di Jon Bang Carlsen (Danimarca)
- Immagini di una liberazione (Befrielsesbilleder), regia di Lars von Trier (Danimarca)
- Mother's Meat & Freud's Flesh, regia di Demetri Estdelacropolis (Canada)
- On Guard, regia di Susan Lambert (Australia)
- Sandtanz, regia di Dieter Vervuurt e Marie-Susanne Ebert (Germania Ovest)
- Schuß/Gegenschuß, regia di Frank Brühne, Gudrun Ruzicková-Steiner e Tomas Bergfelder (Germania Ovest)
- Selbstbedienung, regia di Michael Muschner (Germania Ovest)
- Smärtgränsen, regia di Agneta Elers-Jarleman (Svezia)
- Taking on the Bomb, regia di Nicola Scott (Regno Unito)
- Wimpernklimpern, regia di Arno Ziebell (Germania Ovest)
- Zille und ick, regia di Werner W. Wallroth (Germania Est)

### Forum internazionale del giovane cinema

#### Programma principale
- Átváltozás, regia di István Dárday e Györgyi Szalai (Ungheria)
- Au pays de Zom, regia di Gilles Groulx (Canada)
- Baby, il segreto della leggenda perduta (Baby), regia di Uwe Frießner (Germania Ovest)
- Die Basis des Make-Up, regia di Heinz Emigholz (Germania Ovest)
- Bérénice, regia di Raúl Ruiz (Francia)
- Bless Their Little Hearts, regia di Billy Woodberry (Stati Uniti)
- Borinage (Misère au Borinage), regia di Joris Ivens e Henri Storck (Belgio)
- Böse zu sein ist auch ein Beweis von Gefühl, regia di Cynthia Beatt (Germania Ovest)
- Bred and Born, regia di Joanna Davis e Mary Pat Leece (Regno Unito)
- Burroughs: The Movie, regia di Howard Brookner (Stati Uniti)
- Una camera in città (Une chambre en ville), regia di Jacques Demy (Francia)
- Carry Greenham Home, regia di Beeban Kidron e Amanda Richardson (Regno Unito)
- Chile, no invoco tu nombre en vano, realizzato dal Colectivo Cine-Ojo-Chile (Cile, Francia)
- Cinemafia, regia di Roger e Robert Busschots (Paesi Bassi)
- Committed, regia di Sheila McLaughlin e Lynne Tillman (Stati Uniti)
- Death and the Singing Telegram, regia di Mark Rance (Stati Uniti)
- Decoder, regia di Muscha (Germania Ovest)
- Le Destin de Juliette, regia di Aline Issermann (Francia)
- Doomed Love, regia di Andrew Horn (Stati Uniti)
- Dorian Gray im Spiegel der Boulevardpresse, regia di Ulrike Ottinger (Germania Ovest)
- Dhrupad, regia di Mani Kaul (India)
- Faits divers, regia di Raymond Depardon (Francia)
- For Love or Money, regia di Megan McMurchy e Jeni Thornley (Australia)
- The Gold Diggers, regia di Sally Potter (Regno Unito)
- Gratwanderung, regia di Barbara Kappen (Germania Ovest)
- Hallaq darb al-fouqara, regia di Mohamed Reggab (Marocco)
- Hasta cierto punto, regia di Tomás Gutiérrez Alea (Cuba)
- Memory of the Camps, regia di Sidney Bernstein e Alfred Hitchcock (Regno Unito)[15]
- Der lachende Stern, regia di Werner Schroeter (Germania Ovest)
- Last Night at the Alamo, regia di Eagle Pennell (Stati Uniti)
- Meantime, regia di Mike Leigh (Regno Unito)
- Meridian oder das Theater vom Frieden, regia di Rüdiger Neumann (Germania Ovest)
- Mississippi Triangle, regia di Christine Choy, Worth Long e Allan Siegel (Stati Uniti)
- Murder Psalm, regia di Stan Brakhage (Stati Uniti)
- Nachruf auf eine Bestie, regia di Rolf Schübel (Germania Ovest)
- Naitou l'orpheline, regia di Moussa Diakité (Guinea)
- Naturens hämnd, regia di Stefan Jarl (Svezia)
- Nelisita, regia di Rui Duarte De Carvalho (Angola)
- Nipponkoku Furuyashikimura, regia di Shinsuke Ogawa (Giappone)
- Pictures on Pink Paper, regia di Lis Rhodes (Regno Unito)
- Der Pirat ist die Liebe, regia di Silke Grossmann (Germania Ovest)
- Polar, regia di Jacques Bral (Francia)
- Poussière d'empire, regia di Lâm Lê (Vietnam, Francia)
- Ramdenime interviu pirad sakitkhebze, regia di Lana Gogoberidze (Unione Sovietica)
- Ragazzi birboni (Naughty Boys), regia di Eric De Kuyper (Belgio, Paesi Bassi)
- Red Shift, regia di Gunvor Nelson (Svezia)
- O Rei da Vela, regia di José Celso Martinez Corrêa e Noilton Nunes (Brasile)
- La república perdida, regia di Miguel Pérez (Argentina)
- Rita Ritter, regia di Herbert Achternbusch (Germania Ovest, Canada, Regno Unito)
- Der Schlaf der Vernunft, regia di Ula Stöckl (Germania Ovest)
- De tijd, regia di Johan van der Keuken (Paesi Bassi)
- Tiznao, regia di Salvador Bonet e Dominique Cassuto de Bonet (Venezuela)
- Tod dem Zuschauer, regia di Vlado Kristl (Germania Ovest)

- Film di Jean Rouch
- Ciné-portrait de Margaret Mead, regia di Jean Rouch (Stati Uniti, Francia)
- Pam Kuso Kar, regia di Jean Rouch (Francia)
- Portrait de Raymond Depardon, regia di Jean Rouch (Canada, Francia)
- Yenendi Gengel, regia di Jean Rouch (Canada, Francia)

- Film di David e Judith MacDougall
- Familiar Places, regia di David e Judith MacDougall (Australia)
- The House-Opening, regia di Judith MacDougall (Australia)
- Three Horsemen, regia di David e Judith MacDougall (Australia)
- A Wife Among Wives, regia di David e Judith MacDougall (Kenya)

- Film di Shūji Terayama
- Chōfukuki, regia di Shūji Terayama (Giappone)
- Hoso-tan, regia di Shūji Terayama (Giappone)
- Janken sensō, regia di Shūji Terayama (Giappone)
- Kusa meikyū, regia di Shūji Terayama (Giappone, Francia)
- Ori, regia di Shūji Terayama (Giappone)
- Shitsumon, regia di Michi Tanaka (Giappone)

- Tango Film
- Cuesta abajo, regia di Louis J. Gasnier (Stati Uniti, Argentina)
- El día que me quieras, regia di John Reinhardt (Stati Uniti, Argentina)
- Gotán, regia di Jorge Cedron (Francia, Argentina)
- Tango argentino, regia di Simón Feldman (Argentina)
- Tango Bar, regia di John Reinhardt (Stati Uniti, Argentina)
- El tango en Broadway, regia di Louis J. Gasnier (Stati Uniti, Argentina)
- El tango es una historia, regia di Humberto Ríos (Messico)
- Die Tango-Königin, regia di Max Mack (Germania)

#### Omaggio aDas kleine Fernsehspiel
- Erfolgsbericht, regia di Stephan Köster (Germania Ovest, Vietnam)
- Hero (A Strange World of Misfits), regia di Alexandre Rockwell (Stati Uniti, Germania Ovest)
- Jom, regia di Ababacar Samb-Makharam (Senegal, Germania Ovest)
- Terceiro Milênio, regia di Wolf Gauer e Jorge Bodanzky (Brasile, Germania Ovest)
- Utopía o El cuerpo repartido y el mundo al revés, regia di Raúl Ruiz (Cile, Honduras, Germania Ovest)
- Variety, regia di Bette Gordon (Regno Unito, Germania Ovest, Stati Uniti)

#### Prospettive
- Ein Bild, regia di Harun Farocki (Germania Ovest)
- Blindgänger, regia di Fosco Dubini e Dietrich Leder (Germania Ovest)
- Christines Schwester, regia di Silke Laehndorff (Germania Ovest)
- Deutschlandbilder, regia di Hartmut Bitomsky e Heiner Mühlenbrock (Germania Ovest)
- Der ewige Tag, regia di Wolfgang Höpfner (Germania Ovest)
- Flieger dürfen keine Angst haben, regia di Rotraut Pape (Germania Ovest)
- Handel und Wandel, regia di Katharina Geinitz (Germania Ovest)
- Heimat?... eine subjektive Ortsbestimmung, di registi vari (Germania Ovest)
- Jeder Mensch ist ein Tisch, nur, ich bin ein Stuhl, regia di Lutz Mommartz (Germania Ovest)
- Kuchenfilm, regia di Susanne Herbst (Germania Ovest)
- Mikado, di registi vari (Germania Ovest)
- Die Mission. Film vom Frieden und seinem Krieg, regia di J. Jackie Baier e Günter Borrmann (Germania Ovest)
- Molot, regia di Andreas Piontkowitz, Bernhard e Wolfgang Carduck (Germania Ovest)
- Platzwunder, regia di Reinhard Kahn e Michael Leiner (Germania Ovest)
- Reise ins deutsche Ausland, regia di Thomas Tielsch (Germania Ovest)
- Die Steine, regia di Ingo Kratisch e Jutta Sartory (Germania Ovest)
- Streifzug - Geschichten aus dem täglichen Leben, regia di Horst Herz (Germania Ovest)
- Vater und Sohn, regia di Thomas Mitscherlich (Germania Ovest)
- Ein verlorenes Berlin, regia di Martin Koerber e Richard Kostelanetz (Germania Ovest)

#### Il Nuovo cinema tedesco
- Alleingang, regia di Egon Werdin (Germania Ovest)
- Un amore in Germania (Eine Liebe in Deutschland), regia di Andrzej Wajda (Germania Ovest, Francia)
- Anou Banou oder die Töchter der Utopie, regia di Edna Politi (Svizzera, Germania Ovest, Francia)
- Aufstehen und Widersetzen, regia di Johann Feindt e Klaus Volkenborn (Germania Ovest)
- Bomben auf Berlin - Leben zwischen Furcht und Hoffnung, regia di Irmgard von zur Mühlen (Germania Ovest)
- Il diario di Edith (Ediths Tagebuch), regia di Hans W. Geißendörfer (Germania Ovest)
- Der Fall Bachmeier - Keine Zeit für Tränen, regia di Hark Bohm (Germania Ovest)
- La forza dei sentimenti (Die Macht der Gefühle), regia di Alexander Kluge (Germania Ovest)
- Frevel, regia di Peter Fleischmann (Germania Ovest)
- Glut, regia di Thomas Koerfer (Svizzera, Germania Ovest)
- Julius geht nach Amerika, regia di Hans Noever (Germania Ovest)
- Kanakerbraut, regia di Uwe Schrader (Germania Ovest)
- Kehraus, regia di Hanns Christian Müller (Germania Ovest)
- Marianne und Sophie, regia di Rainer Soehnlein (Germania Ovest)
- Mitten ins Herz, regia di Doris Dörrie (Germania Ovest)
- Die Olympiasiegerin, regia di Herbert Achternbusch (Germania Ovest)
- Pankow '95, regia di Gábor Altorjay (Germania Ovest)
- Paso Doble, regia di Lothar Lambert (Germania Ovest)
- Il pendolo (Die Schaukel), regia di Percy Adlon (Germania Ovest)
- Peppermint-Frieden, regia di Marianne Rosenbaum (Germania Ovest)
- Sinfonia di primavera (Frühlingssinfonie), regia di Peter Schamoni (Germania Ovest)
- System ohne Schatten, regia di Rudolf Thome (Germania Ovest)
- Trauma, regia di Gabi Kubach (Germania Ovest)
- Der Versuch zu leben, regia di Johann Feindt (Germania Ovest)
- Vom Ende der Zeit, regia di Christian Weisenborn e Michael Wulfes (Germania Ovest)
- Die wilden Fünfziger, regia di Peter Zadek (Germania Ovest)

#### Video e Super 8
- Alles Bestens, regia di Herbert Wentscher (Germania Ovest)
- Die Anklage formuliert den Tanz, regia di Kirsten Johannsen (Germania Ovest)
- Arbeiten Ist Keine Schande, regia di Walter Gramming (Germania Ovest)
- Audio Mutant, regia di Kees de Groot (Paesi Bassi)
- Avrum et Cipojra, regia di Joseph Morder (Francia)
- Berliner Brief, regia di Michael Morris e Vincent Trasov (Germania Ovest)
- Die Cenci, regia di Robert Quitta (Austria)
- City of Angels, regia di Marina Abramović e Ulay (Paesi Bassi)
- Cornucopia, realizzato dal collettivo General Idea (Canada)
- Die Distanz Zwischen Mir Und Meinen Verlusten, regia di Marcel Odenbach (Germania Ovest)
- Draggin' The Bottom, regia di Julia Heyward (Stati Uniti)
- Drawing Conclusions - The Science Mix, regia di Steve Hawley e Tony Steiger (Regno Unito)
- Eleven Waiters - Vertical, regia di Ingo Günther (Germania Ovest, Stati Uniti)
- Das Feenband, regia di Ulrike Rosenbach (Germania Ovest)
- Four Pieces, regia di Louie Grenier (Stati Uniti)
- Fragment/Video '83, realizzato dal collettivo Notorische Reflexe (Germania Ovest)
- Grimoire magnétique, regia di Joëlle de la Casinière (Belgio)
- Half Sleep, regia di Nan Hoover (Paesi Bassi)
- Houset, regia di Matteo Minissi (Italia)
- I Just Work Here, regia di Julia Heyward (Stati Uniti)
- Infermental III[17][18]

- L'invincibile (Der Unbesiegbare), regia di Gusztáv Hámos (Germania Ovest)
- Der karibische Western, regia di Christoph Dreher (Germania Ovest)
- Kensington Gore, regia di Catherine Elwes (Regno Unito)
- Die lange Hoffnung, regia di Pepe Danquart (Germania Ovest)
- L.A. Nickel, regia di Branda Miller (Stati Uniti)
- La maison de Pologne, regia di Joseph Morder (Francia)
- Mojave Plan, regia di Mike Steiner (Germania Ovest)
- Perfect Lives, regia di John Sanborn (Stati Uniti)
- Romeo Is Bleeding, regia di Lydia Schouten (Paesi Bassi)
- Sensible Shoes, regia di John Adams (Regno Unito)
- Solange es Europa noch gibt - Fragen an den Frieden, regia di Jeanine Meerapfel (Germania Ovest)
- Stations, regia di Robert Wilson (Francia)
- This Tape Is Not Meant to Be..., regia di Joan Jubela (Stati Uniti)
- Über Nacht Berühmt, realizzato dal collettivo Die HaNd in dEN MunD (Germania Ovest)
- Universal Input Output, regia di Astrid Heibach (Giappone, Germania Ovest)
- Video Letter, regia di Shuntarō Tanikawa e Shūji Terayama (Giappone)
- Video Opernhaus, regia di Jochen Gerz (Germania Ovest)
- Der Videopionier, regia di Gerd Conradt (Germania Ovest)
- Der Westen lebt, regia di Klaus vom Bruch (Germania Ovest)
- White Food, regia di Stephen Laub (Stati Uniti)

The Kitchen, New York
- 5dim/MIND, regia di Ken Feingold (Stati Uniti)
- Anthem, regia di Bill Viola (Stati Uniti)
- Bad Boys, regia di Alan e Susan Raymond (Stati Uniti)
- He Saw Her Burning, regia di Joan Jonas (Stati Uniti, Germania)
- How to Fly, regia di Ed Bowes (Stati Uniti)

- Noli me tangere, regia di Owen Land (Stati Uniti)
- Romance, regia di Ed Bowes (Stati Uniti)
- Seizure, regia di Pat Hearn (Stati Uniti)
- Theme Song, regia di Vito Acconci (Stati Uniti)

Electronic Arts Intermix, New York
- 30 Second Spots, regia di Joan Logue (Stati Uniti)
- Allen 'n' Allan's Complaint, regia di Nam June Paik e Shigeko Kubota (Stati Uniti)
- Amida, regia di Dan Reeves (Stati Uniti)
- Antarctica Series, regia di Kit Fitzgerald e John Sanborn (Stati Uniti)
- The Best of William Wegman, regia di William Wegman (Stati Uniti)
- Damnation of Faust: Evocation, regia di Dara Birnbaum (Stati Uniti)
- Difficult Music, regia di Davidson Gigliotti (Stati Uniti)
- Easy Street, regia di Chip Lord e Jules Backus (Stati Uniti)
- Glass Act III, regia di Dean Winkler e John Sanborn (Stati Uniti)
- Happenstance (One Part of Many Parts), regia di Gary Hill (Stati Uniti)

- Hatsu yume, regia di Bill Viola (Stati Uniti)
- Media Ecology Ads, regia di Antoni Muntadas (Stati Uniti)
- Meta Mayan II, regia di Edin Velez (Stati Uniti)
- Perfect Leader, regia di Max Almy (Stati Uniti)
- Reasons for Knocking at an Empty House, regia di Bill Viola (Stati Uniti)
- Songs of the 1980s, regia di Doug Hall (Stati Uniti)
- Spin Out (Part I), regia di Tony Oursler (Stati Uniti)
- Sunstone, regia di Ed Emshwiller (Stati Uniti)
- Teletapes, regia di Peter d'Agostino (Stati Uniti)

Image Forum, Tokyo
- Between Daydream and..., regia di Naoko Kurotsuka (Giappone)
- B futatabi, regia di Nobuhiro Kawanaka (Giappone)
- Bihaindo, regia di Naoto Yamakawa (Giappone)
- Catalogue of 11th July, regia di Koichi Mizuno, Masato Ishino, Yoshiko Kiriyama, Katsuhiko Ichiba (Giappone)
- Connection, regia di Toshio Matsumoto (Giappone)
- Co-Relation, regia di Yoshitaka Shimano (Giappone)
- Flow 2, regia di Shinsuke Ina (Giappone)
- Frame By Frame, regia di Makoto Saitō (Giappone)

- Moment, regia di Makoto Tezuka (Giappone)
- Movie Watching, regia di Junichi Okuyama (Giappone)
- The Passage of Time, regia di Nobuhiro Kawanaka (Giappone)
- Shozo-Shu, regia di Hideki Kanbajashi (Giappone)
- Thunder, regia di Takashi Itô (Giappone)
- Xenogenese, regia di Akihido Morishita (Giappone)
- You Watch..., regia di Hironori Terai (Giappone)

Super 8 da Berlino
- Füsse nackt Augen zu, regia di Antje Fels (Germania Ovest)
- Drell Desmingt, regia di Baerbel Becker (Germania Ovest)
- Der genähte Film, regia di Andrea Hillen (Germania Ovest)
- Kriegsfilm in 4 Teilen, realizzato dal collettivo Organisationskreis Neues Medium (Germania Ovest)
- Niemand sieht die Blindschleiche, realizzato dal collettivo Die tödliche Doris (Germania Ovest)
- Ohne Liebe Gibt Es Keinen Tod, regia di Maye Rendschmidt (Germania Ovest)
- Que la lumière soit, regia di Ines Sommer (Germania Ovest)
- Repetition and Accident, regia di Rainer Bellenbaum (Germania Ovest)

- Ropotow im Kampf gegen Terragörcs, realizzato dal collettivo Teufelsberg Produktion (Germania Ovest)
- Solo 10, regia di Angelika Böhm (Germania Ovest)
- Soweto, Teil 1 und 2, regia di Thomas Kiesel (Germania Ovest)
- Tesito, regia di Ingrid Ernst (Germania Ovest)
- Die Universität, regia di Volker Rendschmidt (Germania Ovest)
- Verhängnisvolle Verabredung, regia di Wlodimierz Nechamkis (Germania Ovest)
- Der Vladofilm, regia di Michael Krause (Germania Ovest)
- Wolfsburg, regia di Frieder Butzmann (Germania Ovest)

### Kinderfilmfest
- 2000 Tschudesa, regia di Hristo Topusanov (Bulgaria)
- Drengen der forsvandt, regia di Ebbe Nyvold (Danimarca)
- Echt tu matsch, regia di Claus Strigel e Bertram Verhaag (Germania Ovest)
- Flußfahrt mit Huhn, regia di Arend Agthe (Germania Ovest)
- Gülibik, regia di Jürgen Haase (Germania Ovest, Turchia)
- Ico, el caballito valiente, regia di Manuel García Ferré (Argentina)
- Kidco, regia di Ronald F. Maxwell (Stati Uniti)
- Die kleine Hexe, regia di Bruno J. Böttge e Manfred Henke (Germania Est)
- Konnichiwa Hānesu, regia di Toshio Gotō (Giappone)
- Lisa und die Riesen, regia di Thomas Draeger (Germania Ovest)
- Mamman och den vilda bebin, regia di Johan Hagelbäck (Svezia)
- Mrkácek Ciko, regia di Drahomíra Králová e Vera Plívová-Simková (Cecoslovacchia)
- Natale nel bosco (Bush Christmas), regia di Henri Safran (Australia)
- Ne choču byt' vzroslym, regia di Jurij Čuljukin (Unione Sovietica)
- Otto er et næsehorn, regia di Rumle Hammerich (Danimarca)
- Pessi ja Illusia, regia di Heikki Partanen (Finlandia)
- Putovanje plavog lonca, regia di Mate Lovric (Jugoslavia)
- Der Scout, regia di Dshamjangijn Buntar e Konrad Petzold (Germania Est, Mongolia)
- Snow, regia di Tibor Takács (Canada)
- Szegény Dzsoni és Árnika, regia di András Sólyom (Ungheria)
- Taubenjule, regia di Hans Kratzert (Germania Est)

### Homage
- Alle 10:30 di una sera d'estate (10:30 P.M. Summer), regia di Jules Dassin (Spagna, Stati Uniti, Francia)
- La città nuda (The Naked City), regia di Jules Dassin (Stati Uniti)
- Colui che deve morire (Celui qui doit mourir), regia di Jules Dassin (Francia, Italia)
- Fedra (Phaedra), regia di Jules Dassin (Francia, Grecia, Stati Uniti)
- Forza bruta (Brute Force), regia di Jules Dassin (Stati Uniti)
- Keine zufällige Geschichte - Melina Mercouri - Jules Dassin, regia di Charlotte Kerr (Germania Ovest)
- Kravgi gynaikon, regia di Jules Dassin (Grecia, Svizzera)
- Mai di domenica (Pote tin Kyriaki), regia di Jules Dassin (Grecia, Stati Uniti)
- Rififi (Du rififi chez les hommes), regia di Jules Dassin (Francia)
- The Rehearsal, regia di Jules Dassin (Regno Unito, Grecia)
- I trafficanti della notte (Night and the City), regia di Jules Dassin (Regno Unito, Stati Uniti)

### Retrospettiva
- L'allegra prigione (Das fidele Gefängnis), regia di Ernst Lubitsch (Germania)
- L'allegro tenente (The Smiling Lieutenant), regia di Ernst Lubitsch (Stati Uniti)
- Anna Bolena (Anna Boleyn), regia di Ernst Lubitsch (Germania)
- La bambola di carne (Die Puppe), regia di Ernst Lubitsch (Germania)
- Due sorelle (Kohlhiesels Töchter), regia di Ernst Lubitsch (Germania)
- Die Flamme, regia di Ernst Lubitsch (Germania)
- Giulietta e Romeo (Romeo und Julia im Schnee), regia di Ernst Lubitsch (Germania)
- Madame du Barry, regia di Ernst Lubitsch (Germania)
- Mancia competente (Trouble in Paradise), regia di Ernst Lubitsch (Stati Uniti)
- Matrimonio in quattro (The Marriage Circle), regia di Ernst Lubitsch (Stati Uniti)
- Montecarlo (Monte Carlo), regia di Ernst Lubitsch (Stati Uniti)
- Non vorrei essere un uomo (Ich möchte kein Mann sein), regia di Ernst Lubitsch (Germania)
- Gli occhi della mummia (Die Augen der Mumie Ma), regia di Ernst Lubitsch (Germania)
- Un'ora d'amore (One Hour with You), regia di Ernst Lubitsch (Stati Uniti)
- L'orgoglio della ditta (Der Stolz der Firma), regia di Carl Wilhelm (Germania)
- Partita a quattro (Design for Living), regia di Ernst Lubitsch (Stati Uniti)
- Pinkus l'emporio della scarpa (Schuhpalast Pinkus), regia di Ernst Lubitsch (Germania)
- Il principe consorte (The Love Parade), regia di Ernst Lubitsch (Stati Uniti)
- Il principe studente (The Student Prince in Old Heidelberg), regia di Ernst Lubitsch (Stati Uniti)
- La principessa delle ostriche (Die Austernprinzessin), regia di Ernst Lubitsch (Germania)
- Quando quattro persone fanno la stessa cosa (Wenn vier dasselbe tun), regia di Ernst Lubitsch (Germania)
- Rosita, regia di Ernst Lubitsch (Stati Uniti)
- Sangue gitano (Carmen), regia di Ernst Lubitsch (Germania)
- Lo scoiattolo (Die Bergkatze), regia di Ernst Lubitsch (Germania)
- Se avessi un milione (If I Had a Million), di registi vari (Stati Uniti)
- Sumurum (Sumurun), regia di Ernst Lubitsch (Germania)
- Theonis, la donna dei faraoni (Das Weib des Pharao), regia di Ernst Lubitsch (Germania)
- Tre donne (Three Women), regia di Ernst Lubitsch (Stati Uniti)
- L'uomo che ho ucciso (Broken Lullaby), regia di Ernst Lubitsch (Stati Uniti)
- La valanga (Eternal Love), regia di Ernst Lubitsch (Stati Uniti)
- Il ventaglio di Lady Windermere (Lady Windermere's Fan), regia di Ernst Lubitsch (Stati Uniti)
- La vita è un charleston (So This Is Paris), regia di Ernst Lubitsch (Stati Uniti)
- La zarina (Forbidden Paradise), regia di Ernst Lubitsch (Stati Uniti)

## Premi

### Premi della giuria internazionale
- Orso d'oro: Love Streams - Scia d'amore di John Cassavetes
- Orso d'argento: Morgen in Alabama di Norbert Kückelmann e Rembetiko di Costas Ferris
- Menzione d'onore: Jean-Marie Straub e Danièle Huillet, per Rapporti di classe e in riconoscimento del loro unico e costante contributo alla cinematografia mondiale.[19]
- Orso d'argento, gran premio della giuria: Piccola sporca guerra di Héctor Olivera
- Orso d'argento per il miglior regista: Ettore Scola per Ballando ballando
- Orso d'argento per la migliore attrice: Inna Čurikova, per Romanzo del tempo di guerra di Pëtr Todorovskij
- Orso d'argento per il miglior attore: Albert Finney, per Il servo di scena di Peter Yates
- Orso d'argento per il miglior contributo singolo: Monica Vitti, per l'interpretazione in Flirt di Roberto Russo
- Orso d'oro per il miglior cortometraggio: Cykelsymfonien di Åke Sandgren
- Orso d'argento, premio della giuria (cortometraggi): Yu bang xiang zheng di Jinqing Hu

### Premi delle giurie indipendenti
- Premio FIPRESCI: ex aequo Love Streams - Scia d'amore di John Cassavetes e Piccola sporca guerra di Héctor Olivera
Premio FIPRESCI (Forum): Nipponkoku Furuyashikimura di Shinsuke Ogawa
- Premio OCIC: Mann ohne Gedächtnis di Kurt Gloor
Menzione d'onore: Boon bin yen di Allen Fong
Premio OCIC (Forum): Tiznao di Salvador Bonet e Dominique Cassuto de Bonet
Menzione d'onore (Forum): Bless Their Little Hearts di Billy Woodberry
- Premio INTERFILM Otto Dibelius:[20] Mann ohne Gedächtnis di Kurt Gloor
Premio INTERFILM Otto Dibelius (Forum): Bless Their Little Hearts di Billy Woodberry
- Premio CICAE Art Cinema: ex aequo Piccola sporca guerra di Héctor Olivera e Boon bin yen di Allen Fong
- Premio CIDALC: Il servo di scena di Peter Yates
- Premio UNICEF: Pessi ja Illusia di Heikki Partanen
Menzione d'onore: Drengen der forsvandt di Ebbe Nyvold
- Premio CIFEJ: Gülibik di Jürgen Haase

### Premi dei lettori
- Premio dei lettori della Berliner Morgenpost: Ballando ballando di Ettore Scola
- Premio dei lettori di Zitty: ex aequo Meantime di Mike Leigh e The Gold Diggers di Sally Potter